# Drwinia
Drwinia – wieś w Polsce położona w województwie małopolskim, w powiecie bocheńskim, w gminie Drwinia, nad Drwinką.
Integralne części miejscowości: Pasternik, Podstruże, Poręków.
Wieś pierwszy raz notowana była w dokumencie księcia Bolesława Wstydliwego z 1270 roku.
W latach 1954–1972 wieś należała i była siedzibą władz gromady Drwinia. W latach 1975–1998 miejscowość administracyjnie należała do województwa krakowskiego.
Miejscowość jest siedzibą gminy Drwinia.
W pobliżu miejscowości przebiega droga wojewódzka nr 965.

## Zabytki
Obiekt wpisany do rejestru zabytków nieruchomych województwa małopolskiego.
- Kapliczka pw. św. Jana Nepomucena wraz z rosnącą w jej otoczeniu lipą.
Kapliczka pochodzi z 1921 roku. W 2021 roku przeszła kompleksowy remont konserwatorski[7].

## Edukacja
W Drwini działa zespół szkolno-przedszkolny, obejmujący Szkołę Podstawową im. Ignacego Łukasiewicza oraz przedszkole samorządowe. Budynek, w którym obecnie mieści się szkoła, wybudowano w 1903 roku. W kolejnych latach był on rozbudowywany i poszerzany. Imię obecnego patrona, Ignacego Łukasiewicza, szkoła otrzymała w 1972 roku.

## Sport
We wsi działa Gminny Klub Sportowy (GKS) Drwinia, który powstał w 2011 roku z połączenia istniejących wcześniej w sąsiednich wsiach klubów Drwinka Drwinia, Tęcza Świniary i Wisła Grobla. W latach 2014–2021 GKS Drwinia rozgrywała mecze w IV lidze, natomiast w sezonie piłkarskim 2021–2022 klub prowadził rozgrywki w klasie okręgowej, gr. I Tarnów. Siedziba klubu znajduje się w miejscowości Drwinia 57.
Wcześniej działał tu klub Drwinka Drwinia, założony w 1960 roku.